# Conroe
Conroe je město v Texasu, okresní město Montgomery County. Nachází se asi 64 kilometrů severně od Houstonu. V roce 2023 ve městě žilo přibližně 90 tisíc obyvatel. Podle Census Bureau bylo mezi 1. červencem 2015 a 1. červencem 2016 nejrychleji rostoucím velkým městem v USA.
| Rok          | Počet obyvatel | % ±    |
| ------------ | -------------- | ------ |
| 1910         | 1 374          | —      |
| 1920         | 1 858          | 35,2 % |
| 1930         | 2 457          | 32,2 % |
| 1940         | 4 624          | 88,2 % |
| 1950         | 7 298          | 57,8 % |
| 1960         | 9 192          | 26,0 % |
| 1970         | 11 969         | 30,2 % |
| 1980         | 18 034         | 50,7 % |
| 1990         | 27 610         | 53,1 % |
| 2000         | 36 811         | 33,3 % |
| 2010         | 56 207         | 52,7 % |
| 2020         | 89 956         | 60,0 % |
| 2023 (odhad) | 103 035        | 14,5 % |